# Ben van Meerendonk
Ben van Meerendonk (Amsterdam, 20 juli 1913 – aldaar, 13 januari 2008) was een Nederlands fotojournalist.

## Levensloop
Van Meerendonk volgde enige jaren ambachtsschool, maar bleek niet geschikt voor meubelmaker. Hij werd als vijftienjarige loopjongen bij de Verenigde Fotobureaux, en leerde zo fotograferen. Eind jaren dertig werkte hij bij het Algemeen Nederlandsch Foto Persbureau van Sem Presser. Tijdens de Tweede Wereldoorlog werd het hem verboden zijn beroep uit te oefenen. Na de oorlog richtte Van Meerendonk in 1945 het Algemeen Hollands Fotopersbureau (AHF) op.
Ben van Meerendonk opende begin jaren 60 een fotowinkel Camera Corner in Amsterdam Slotermeer met Joop Schweitzer als bedrijfsleider om films, papier , chemie en camera's bij "zichzelf" te kunnen kopen, Joop Schweitzer is begin 1970 weggegaan en voor zichzelf begonnen, niet lang daarna is de Camera Corner verkocht aan Henk Nieuwenhuizen.

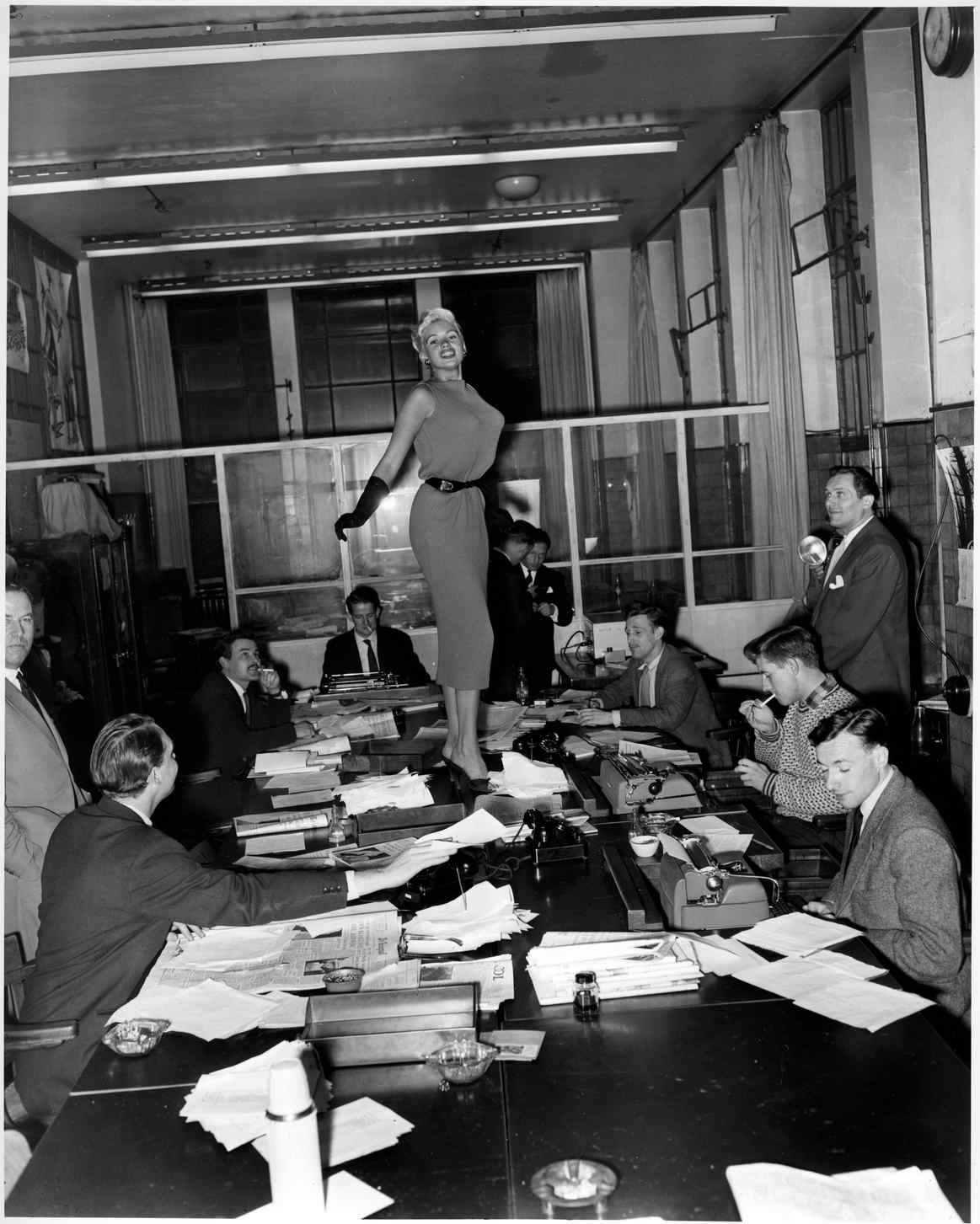
Van Meerendonks bekendste foto: Jayne Mansfield op de burelen van De Telegraaf (1957)

Hij fotografeerde vooral in de jaren veertig, vijftig en zestig, en leverde via zijn AHF aan de dagbladen De Telegraaf, De Tijd, De Waarheid, Het Parool, Het Vrije Volk en Trouw.
Daarnaast was hij als lid van Nederlandse Vereniging van Fotojournalisten (NVF) medeoprichter van de internationale World Press Photo. Als secretaris (1955-1969) en organisator van de jaarlijkse wedstrijd en tentoonstelling verwaarloosde hij zijn eigen werk, wat ten slotte bijdroeg aan het faillissement van zijn fotopersbureau.
Als persfotograaf was Van Meerendonk gespecialiseerd in het dagelijks leven, het Koninklijk Huis, en internationale sterren. Zijn waarschijnlijk beroemdste foto maakte hij toen Jayne Mansfield op 10 oktober 1957 een bezoek aan De Telegraaf bracht. De foto, van Mansfield ten voeten uit boven op een redactietafel waaraan Telegraaf-redacteuren zijn gezeten, werd door de verantwoordelijke redacteur van de krant verscheurd.
Van Meerendonk won in 1950, 1958 en 1966 de fotoprijs de Zilveren Camera, en in 1966 de eerste prijs in de categorie Photo Stories van World Press Photo met een foto van de repetitie voor het huwelijk van Beatrix en Claus. In 1988 werd hem de Gouden Speld van Amsterdam uitgereikt. Op het Haveneiland van de Amsterdamse wijk IJburg werd in 2006 een straat naar hem genoemd. Stadsdeel Zeeburg verkeerde in de veronderstelling dat Van Meerendonk reeds was overleden. Op 19 oktober van dat jaar werd het straatnaambord onthuld. In 2007 bracht Van Meerendonk een bezoek aan 'zijn' straat.
Van Meerendonk overleed op 94-jarige leeftijd. Zijn fotoarchief van meer dan 70 duizend foto's is sinds 1990 ondergebracht bij het Internationaal Instituut voor Sociale Geschiedenis (IISG).

## Enkele foto's

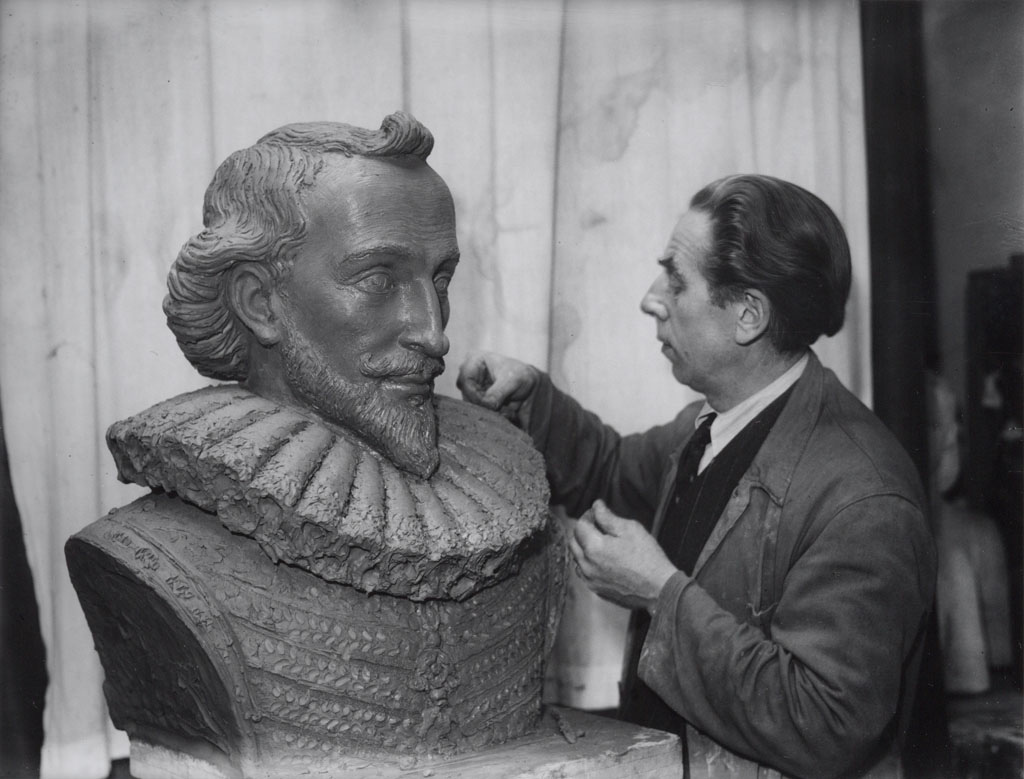
Frits Sieger
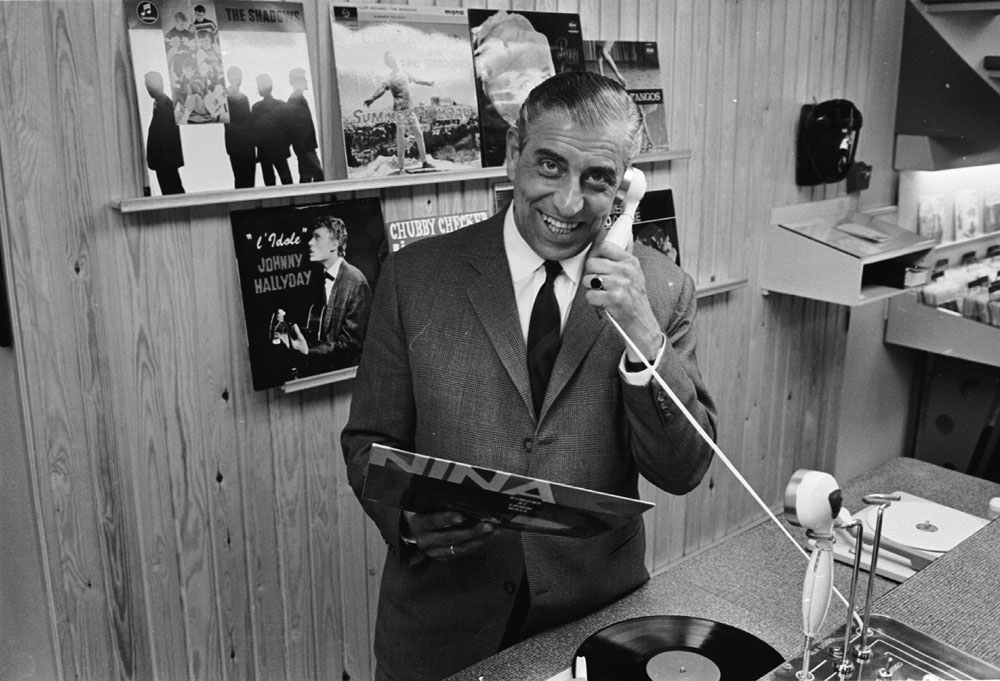
Max van Praag
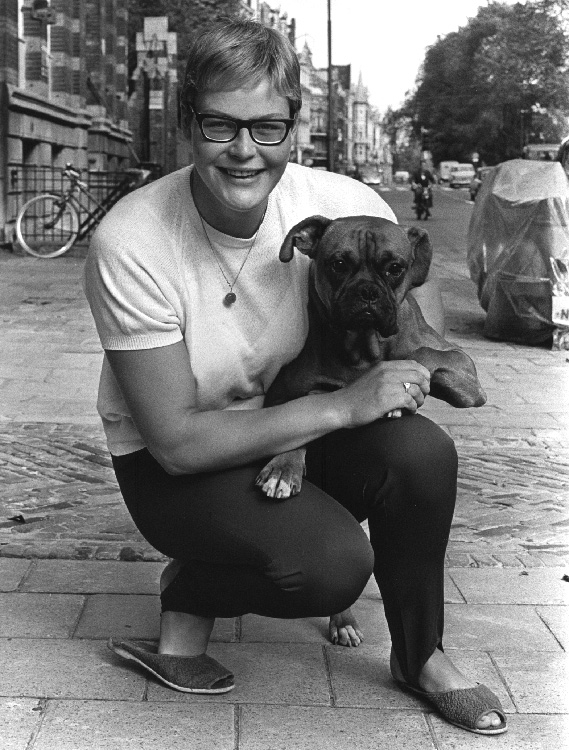
Ada Kok
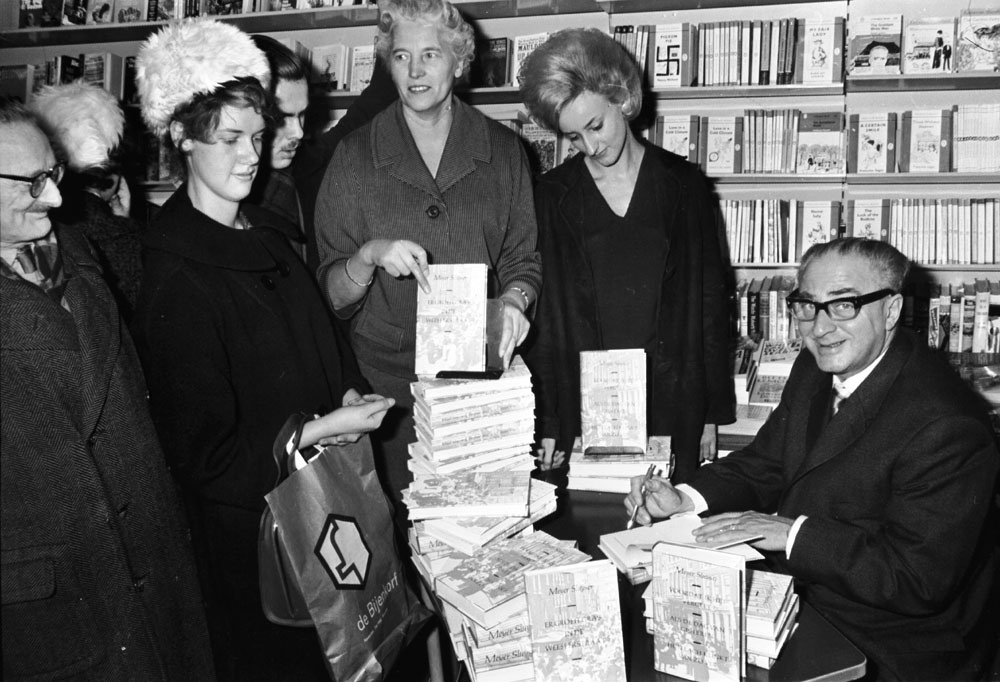
Meyer Sluyser